# Lichtbundel (licht)

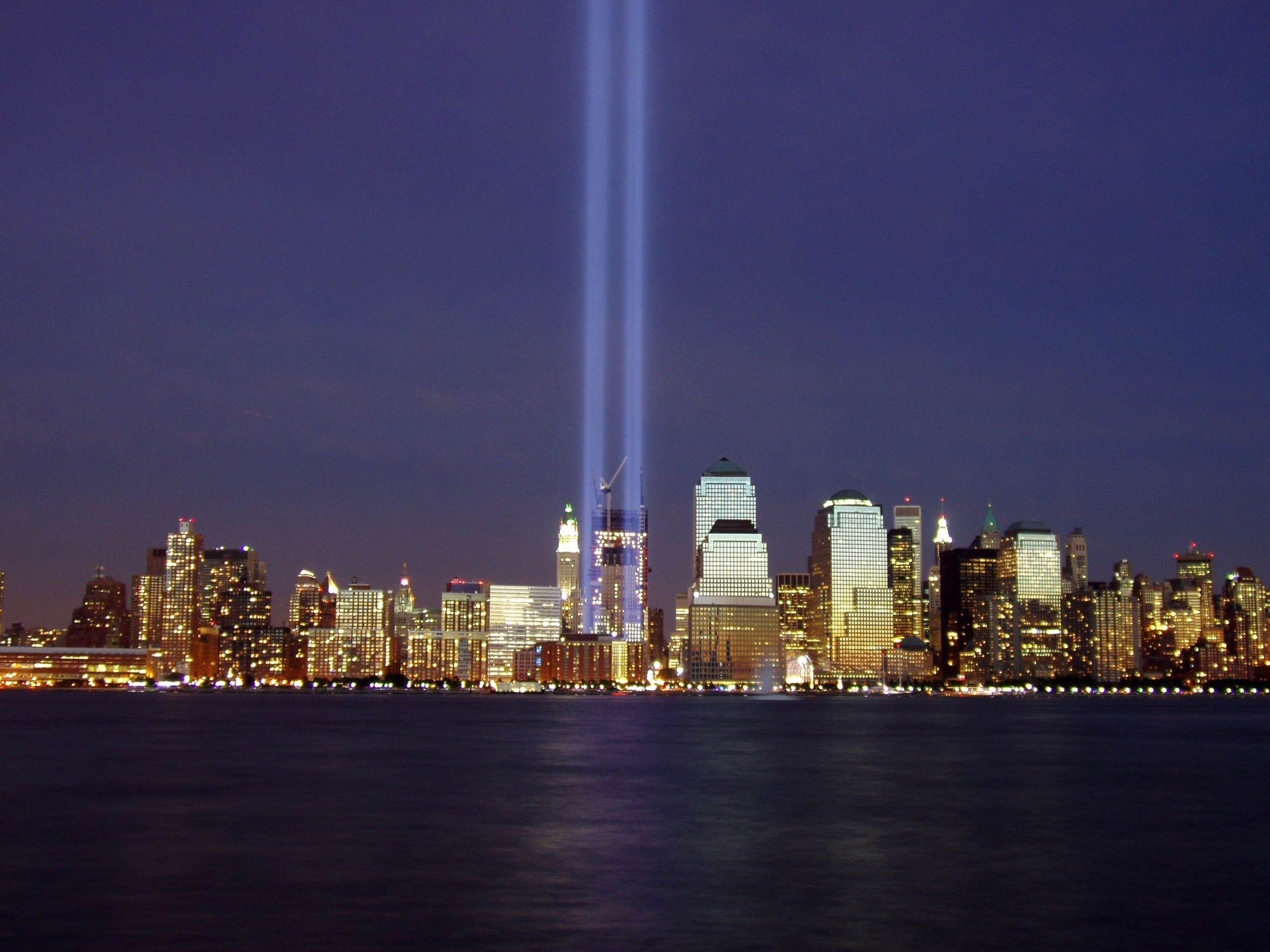
Twee lichtbundels op de plaats van de voormalige WTC-torens

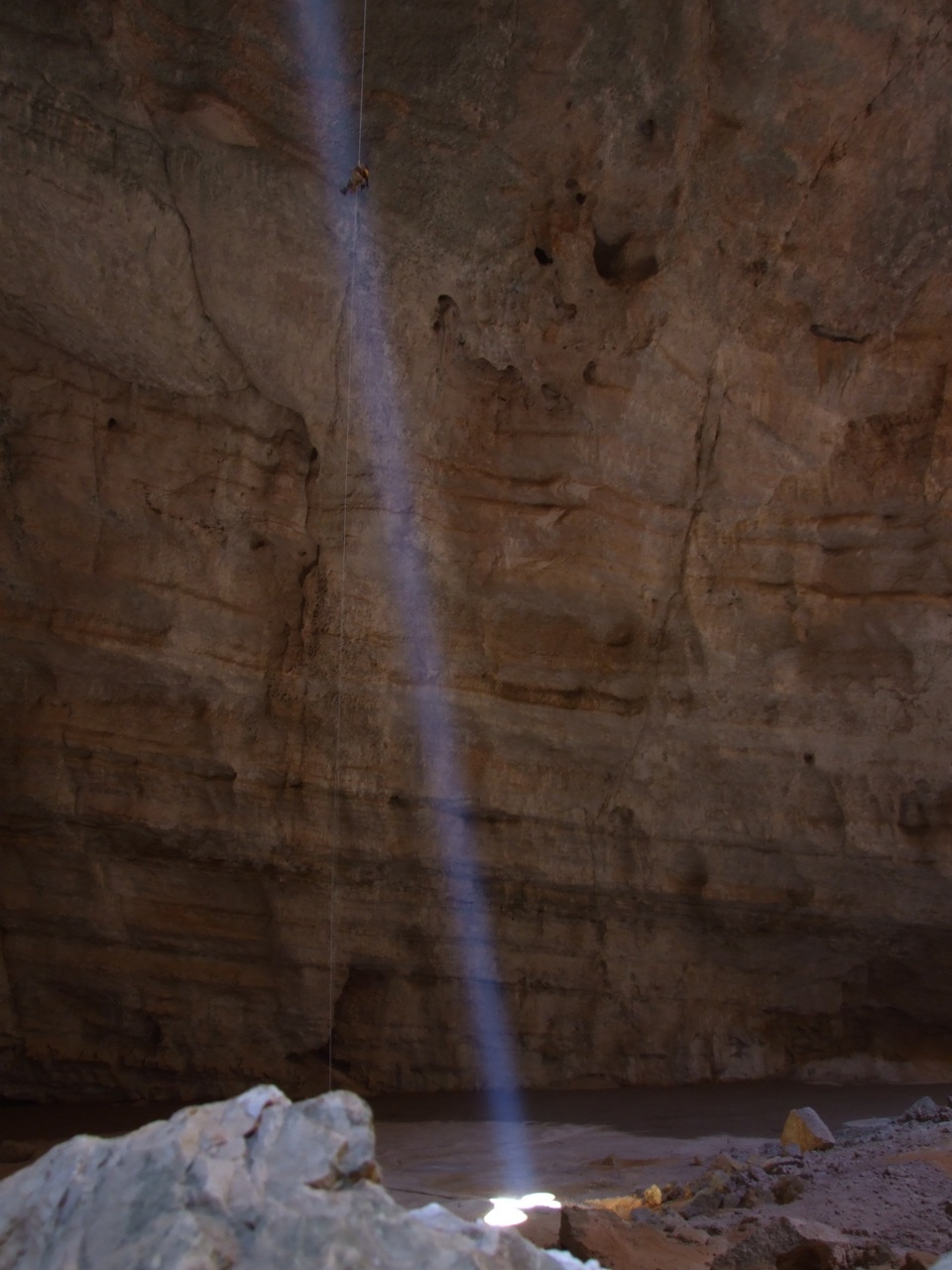
Een natuurlijke lichtbron in een grot

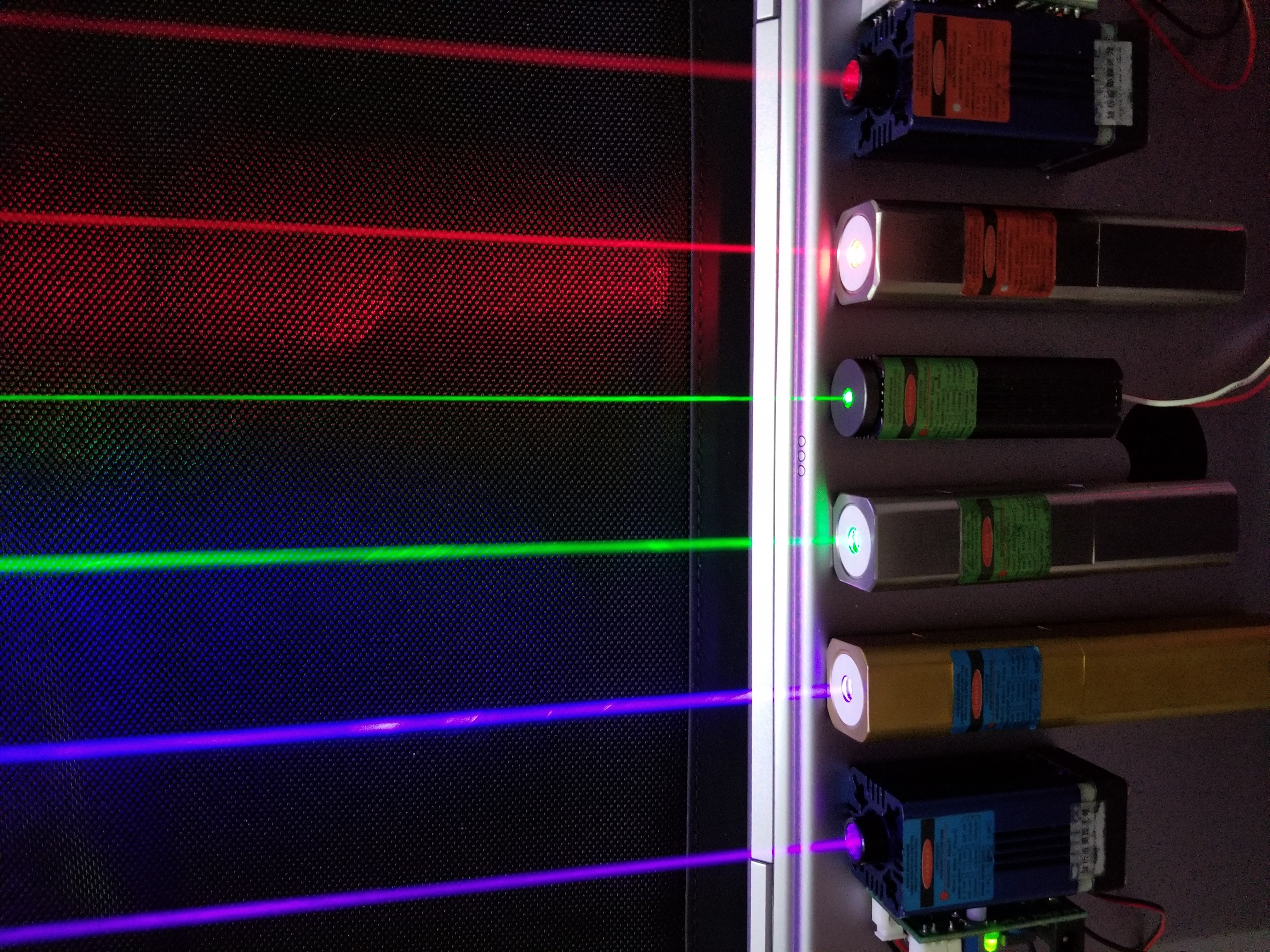
Laser

Een lichtbundel bestaat uit allemaal lichtstralen die geproduceerd worden door een lichtbron.
In de praktijk kunnen enkel lichtbundels worden gemaakt. Een zeer fijne lichtbundel wordt een lichtstraal genoemd.

## Soorten
- Divergerende lichtbundel: alle lichtstralen lopen uit elkaar.
- Evenwijdige lichtbundel: alle lichtstralen lopen evenwijdig met elkaar.
- Convergerende lichtbundel: alle lichtstralen lopen naar elkaar toe. Ze snijden elkaar in één punt.